# Houédo-Aguékon
Houédo-Aguékon est un arrondissement de la commune de Sô-Ava localisé dans le département de l'Atlantique au Sud-Bénin.

## Histoire et Toponymie
Houédo-Aguékon devient officiellement un arrondissement de la commune de Sô-Ava le 27 mai 2013 après la délibération et l'adoption par l'assemblée nationale du bénin en sa séance du 15 février 2013 de la loi n° 2013-O5 du 15/02/2013 portant création, organisation, attribution et fonctionnement des unités administrative locale en république du Bénin

## Administration
Houédo-Aguékon fait partie des 7 arrondissements que compte la commune de Sô-Ava. Il est composé de 08 villages et quartiers de ville que sont:
- Domèguédji
- Gblonto
- Gbégodo
- Gbagbodji
- Ganviécomey
- Gbégbomè Ouèkèkomè
- Gbèssou
- Sokomey[3]

## Population
Selon le Recensement Générale de la Population et de l'Habitation(RGPH4) de Institut National de Statistique et de l'Analyse Économique(INSAE) au Bénin de 2013
| Indicateur           | 2013   |
| -------------------- | ------ |
| Nombre de ménages    | 3460   |
| Population féminine  | 10 396 |
| Population masculine | 10 513 |
| Population totale    | 20 909 |